# MM101FE EL
MM101FE EL bezeichnet einen Schiffstyp von Doppelendfähren. Von dem Schiffstyp wurden zwei Einheiten für die norwegische Reederei FosenNamsos Sjø gebaut.

## Geschichte
Bauwerft war die Myklebust Verft in Gursken. Die Fähren wurden im November 2016 bestellt. Die Rümpfe der Schiffe wurden von der Werft Montex Shipyard in Danzig zugeliefert. Der Bau der Fähren begann mit dem ersten Stahlschnitt am 24. April 2017. Die Rohbauten wurden im März bzw. Mai 2018 von Danzig nach Gursken geschleppt. Beide Fähren wurden am 29. bzw. 30. November 2018 abgeliefert. Seit Januar 2019 verkehren sie zusammen mit der 1992 gebauten und etwas kleineren Trondheim auf der Strecke über den Trondheimfjord zwischen Flakk und Rørvik.
Der Schiffsentwurf stammte vom Schiffsarchitekturbüro Multi Maritime in Førde.

## Beschreibung
Die Fähren verfügen über einen Hybridantrieb aus elektrischem und dieselelektrischem Antrieb. Die Schiffe sind mit je einer Propellergondel mit Zugpropeller an den beiden Enden der Fähren ausgerüstet, die von je einem Siemens-Elektromotor mit 1200 kW Leistung angetrieben werden. Die in zwei getrennten Maschinenräumen untergebrachten Elektromotoren werden aus Akkumulatoren gespeist, die während der Liegezeit an den Anlegern über Schnellladegeräte mit 4,5 MW Leistung geladen werden. Da die Liegezeit nur wenige Minuten beträgt, stehen an Bord zur Stromerzeugung zusätzlich drei von Scania-Dieselmotoren des Typs DI16 090M angetriebene Generatoren zur Verfügung. Diese dienen auch als Reserve im Falle eines Ausfalls der Stromversorgung durch die Akkumulatoren. Die Dieselmotoren können mit Biodiesel betrieben werden.
Die Fähren sind mit einem System für die autonome Querung zwischen den beiden Fährhäfen sowie einem automatischen Festmachersystem an den Anlegern ausgerüstet.
Die Fähren verfügen über ein durchlaufendes Fahrzeugdeck mit drei Fahrspuren sowie jeweils ein erhöhtes Fahrzeugdeck an beiden Seiten. Das durchlaufende Fahrzeugdeck ist über Rampen zu erreichen. An beiden Enden der Fähren befinden sich nach oben aufklappbare Visiere.
Das Fahrzeugdeck ist im mittleren Bereich von den Decksaufbauten überbaut. Auf dem Deck direkt über dem Fahrzeugdeck sind die Einrichtungen für die Passagiere untergebracht. So befinden sich hier unter anderem Aufenthaltsräume mit Sitzgelegenheiten sowie separate Bereiche für Familien mit Kindern und mit Haustieren verkehrende Fahrgäste. Außerdem befinden sich auf diesem Deck nach beiden Seiten offene Bereiche mit Sitzgelegenheiten. Weiterhin stehen den Passagieren ein Selbstbedienungsrestaurant und Automaten für Snacks und Getränke zur Verfügung. Über diesem Deck befinden sich zwei weitere Decks, auf denen Einrichtungen für die Schiffsbesatzung und verschiedene technische Betriebsräume untergebracht sind. Das Steuerhaus ist mittig darauf aufgesetzt.
Die nutzbare Durchfahrtshöhe beträgt auf dem durchlaufenden Fahrzeugdeck 5 m und auf den beiden seitlichen Fahrzeugdecks jeweils 2,5 m. Die maximale Achslast auf dem Hauptdeck beträgt 15 t. Die Fähren können 399 Passagiere befördern. Die Fahrzeugkapazität beträgt 130 Pkw.

## Schiffe
| MM101FE EL | MM101FE EL | MM101FE EL | MM101FE EL        |
| Bauname    | Baunummer  | IMO-Nummer | Ablieferung       |
| ---------- | ---------- | ---------- | ----------------- |
| Lagatun    | 390        | 9820398    | 29. November 2018 |
| Munken     | 391        | 9820403    | 30. November 2018 |

Die Fähren fahren unter der Flagge Norwegens. Heimathafen ist Trondheim.